# Piper sociorum
Piper sociorum är en pepparväxtart som beskrevs av Trel. & Yunck.. Piper sociorum ingår i släktet Piper och familjen pepparväxter. Inga underarter finns listade i Catalogue of Life.